# Horodyszcze (hromada Wysokie)
Horodyszcze (ukr. Городище) – wieś na Ukrainie, w obwodzie żytomierskim, w rejonie żytomierskim, w hromadzie Wysokie. W 2001 liczyła 526 mieszkańców, spośród których 525 wskazało jako ojczysty język ukraiński, a 1 rosyjski.